# Игуманија Јелена (Стевановић)
Јелена (световно Олга Стевановић; Плужац код Осечине, 21. март 1927 — Манастир Темска, 30. новембар 1999) била је монахиња Српске православне цркве и старешина Манастира Прохора Пчињскога и Манастира Темске.

## Биографија
Схи-игуманија Јелена (Стевановић) рођена је у селу Плужацу у Осечини, код Ваљева, 21. марта 1927. године. На крштењу добила је име Олга. Њена је фамилија веома побожна и сви су били у Богомољачком покрету Православне хришћанске заједнице. Из те фамилије многи су отишли у манастир и постали монаси и монахиње. Олгин деда Љубомир отишао је у Цапаре, у Македонији, и постао великосхимни монах са именом Софроније. Олгине су тетке игуманија Ирина и Илина.
Олгина сестра Лепосава отишла је деди у манастир Цапаре 1937. године, а сестра од стрица Даринка (Дара), сада игуманија Дарија, дошла је с њом у Манастир Јовање. После другог светског рата и Олгин отац Трифун долази у Манастир Благовештење као искушеник, са жељом да буде монах. Међутим, та му се жеља није испунила (умро је пре монашења). Има много и других из њихове родбине и села који су пошли у манастир. Тако је скоро сва ова фамилија посветила себе Богу у манастиру, јер су хтели да тако заврше свој живот.
Олгини родитељи Трифун и Живана имали су више деце. Најстарији Предраг, па Лепосава, затим Олга, Даница, Светлана, Стана и Петар. Олга је дошла са Даром у Манастир Јовање 1936. године. као дете. Олга је имала 10, а Дара тек 4 године. Довела их је игуманија мати Ирина.
Олга је, као и остала деца - мале искушенице, научила да чита и пише у манастиру, јер се о томе бринуло. Тако је Олга захваљујући Богу што има добар слух и глас, брзо научила у цркви и да чита и да пева. Духовник отац Серафим је похваљује као изузетно ревносну у вршењу манастирских послушанија и у похађању у цркви светих богослужења. Замонашио ју је у Јовању 25. марта 1951. године митрополит Јосиф. У Манастир Никоље је прешла кад и остале сестре 1954. Тамо је у сестринству живела и радила као угледна монахиња , одликујући се благом и веселом нарави.
У Манастиру Никољу је остала све до 1983. године, а онда је, по потреби службе и по Божјем благовољењу за разројавање, прешла са још две сестре у новоосновану Епархију врањску, у Манастир Прохор Пчињски. Тамо је 1987. године постала игуманија манастира и на тој дужности остала је све до 1992. године, када је прешла у Епархију нишку, у Манастир Темску. где је постаје игуманија.
Упокојила се у Господу 30. новембра 1999. године у Манастиру Темска где је сахрањена.